# Sede titolare di Entrevaux
Entrevaux (in latino: Dioecesis Intervallensis) è una sede vescovile titolare della Chiesa cattolica, istituita nel 2009.
Dal 22 ottobre 2009 il vescovo titolare è Jean Laffitte, Comm. l'Emm., prelato emerito del Sovrano militare ordine di Malta.

## Cronotassi dei vescovi titolari
- Jean Laffitte, Comm. l'Emm., dal 22 ottobre 2009